# Marjan Burgar
Marjan Burgar (* 15. Januar 1952 in Gorje-Bled) ist ein früherer jugoslawischer Biathlet.
Marjan Burgar war der erste Biathlet, der Jugoslawien bei Olympischen Winterspielen repräsentierte. Der Slowene, der für Partizan Gorje antrat, nahm an den Olympischen Winterspielen 1980 in Lake Placid teil. Im Sprint kam er auf den 35., im Einzel auf den 38. Platz. zuvor nahm er schon an den Biathlon-Weltmeisterschaften 1978 in Hochfilzen teil und wurde 53. des Sprints, 1979 in Ruhpolding 45. des Einzels, 61. des Sprints und mit Andrej Lanišek, Marjan Vidmar und Ivan Pirs als Schlussläufer 17. des Staffelrennens. Nach den Spielen nahm er noch an den Biathlon-Weltmeisterschaften 1981 in Lahti teil und wurde 64. des Sprints sowie 1982 in Minsk, wo er im Sprintrennen 40. wurde.